# Neobisium schawalleri
Espèce
Neobisium schawalleri est une espèce de pseudoscorpions de la famille des Neobisiidae.

## Distribution
Cette espèce est endémique de Crète en Grèce. Elle se rencontre à Tylissos dans la grotte Doxa Spilia.

## Description
La femelle holotype mesure 3,91 mm.

## Étymologie
Cette espèce est nommée en l'honneur de Wolfgang Schawaller.

## Publication originale
- Henderickx, 2000 : Neobisium (Ommatoblothrus) schawalleri sp. nov., a new troglobitic pseudoscorpion from Crete (Arachnida: Pseudoscorpiones: Neobisiidae). Phegea, vol. 28, no 2, p. 75-80 (texte intégral).